# کنفرانس پاگواش در امور علمی و جهانی

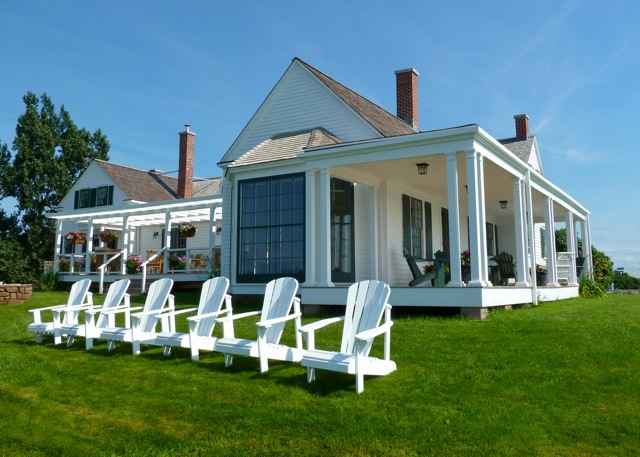
اندیشمندان معروف، پاگواش، نوا اسکوشیا، کانادا؛ سایت اولین کنفرانس پاگواش در سال ۱۹۵۷

کنفرانس پاگواش در امور علمی و جهانی (انگلیسی: Pugwash Conferences on Science and World Affairs) یک سازمان بین‌المللی است که محققان و چهره‌های معروف را به منظور کاهش خطر جنگ و یافتن راه‌حل‌هایی برای امنیت بین‌الملل فراهم می‌آورد. این کنفرانس در سال ۱۹۵۷ توسط ژوزف روتبلات و برتراند راسل در پاگواش، نوا اسکوشیا در کانادا تأسیس شد، پس از انتشار بیانیه راسل- انیشتین در ۱۹۵۵. روتبلات همراه با کنفرانس پاگواش مشترکاً به خاطر تلاش‌هایشان در زمینه خلع سلاح هسته‌ای موفق به اخذ جایزه صلح نوبل در سال ۱۹۹۵ شدند. سازمان بین‌المللی دانشجویان جوان پاگواش از زمان بنیانگذاری آن توسط سایروس ایتون که در سال ۱۹۷۹ درگذشت وجود داشته‌است.

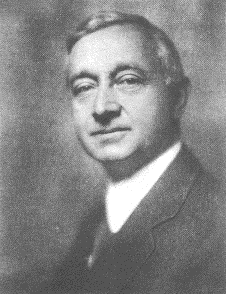
سایروس ایتون – حامی مالی کنفرانس پاگواش

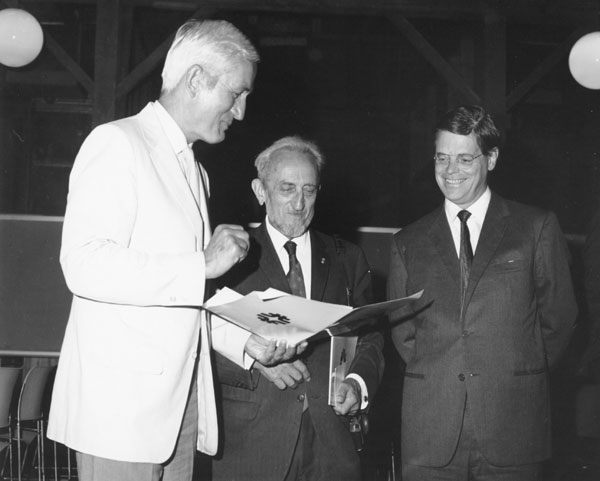
دیدار دانشمندان کنفرانس پاگواش در آزمایشگاه ملی شتاب‌دهنده، که اکنون آزمایشگاه فرمی نامیده می‌شود، در ۱۲ سپتامبر ۱۹۷۰، از چپ به راست: نورمن فاستر رمزی، فرانسیس پرن، رابرت آر. ویلسون

## تاریخچه کنفرانس پاگواش
مانیفست راسل-انیشتین، در ۹ ژوئیه ۱۹۵۵ منتشر شد و در آن خواستار برگزاری کنفرانسی توسط دانشمندان برای ارزیابی خطرات ناشی از سلاح‌های کشتار جمعی (پس از آن این مقوله تنها روی سلاح‌های هسته ای در نظر گرفته شد) شدند. سایروس ایتون، یک صنعتگر خیرخواه و بشردوست، در تاریخ ۱۳ ژوئیه برای تأمین مالی و برگزاری این کنفرانس در شهر تولدش، پاگواش، نوا اسکوشیا اقدام نمود. این کنفرانس در آن زمان به خاطر جلسه‌ای که در هند، با دعوت نخست‌وزیر جواهر لعل نهرو، برنامه‌ریزی شده بود، برگزار نشد. با شروع بحران سوئز، این کنفرانس هند به تعویق افتاد. ارسطو اوناسیس سرمایه‌دار معروف پیشنهاد داد تا جلسه را در موناکو برگزار کند، اما این درخو است رد شد؛ و دعوت سابق سایروس ایتون مورد قبول واقع شد.
اولین کنفرانس در ژوئیه ۱۹۵۷در پاگواش نووا اسکوشیا که به نام «لژ اندیشمندان» شناخته شد. با حضور بیست و دو دانشمند در اولین کنفرانس در کانادا برگزار شد.

## میراث
پاگواش به عنوان محل تولد جنبش پاگواش بود و اندیشمندان این مکان را به عنوان یک محل تاریخی ملی کانادا در سال ۲۰۰۸ برگزیدند.